# Spreekrecht
Het spreekrecht is in sommige rechtstradities het recht van een slachtoffer of nabestaande om tijdens de terechtzitting gehoord te worden. De aard en de omvang van het spreekrecht verschillen per staat.

## In Nederland
Het Nederlandse recht kent sinds 1 januari 2005 het spreekrecht voor het slachtoffer. Op die datum werd het spreekrecht bij Wet van 21 juli 2004, Stb. 382 ingevoerd in artikel 302 van het Wetboek van Strafvordering. Het spreekrecht werd ingevoerd naar aanleiding van een wetsvoorstel van het kamerlid Dittrich. Het slachtoffer (of diens nabestaanden) kreeg in deze wet het spreekrecht om tijdens de zitting "een verklaring af te leggen omtrent de gevolgen die het tenlastegelegde feit ... bij hem teweeg heeft gebracht." Het was uitdrukkelijk niet de bedoeling dat het slachtoffer (of diens nabestaanden) hun mening gaven over het gepleegde feit of de op te leggen straf. Het spreektrecht kon alleen uitgeoefend worden indien er op het misdrijf een gevangenisstraf van 8 jaar of meer stond. Daarnaast werden enkele bijzondere delicten opgenomen, waarbij deze eis niet gold. Het ging om de delicten in artikel 240b, 247, 248a, 248b, 249 en 250, 250a (oud), 285, 285b, 300 tweede en derde lid, 301 tweede en derde lid, 306, 307, 308 en 316 van het Wetboek van Strafrecht en artikel 6 van Wegenverkeerswet 1994. Het spreekrecht kwam in eerste instantie toe aan het slachtoffer van het misdrijf. Onder slachtoffer moest conform het Kaderbesluit 2001/220/JBZ worden begrepen: "de natuurlijke persoon die als direct gevolg van het handelen of nalaten dat in strijd is met de strafwetgeving van een lidstaat schade, met inbegrip van lichamelijk of geestelijk letsel, geestelijke pijn en economische schade, heeft geleden." Indien het slachtoffer was overleden kwam het spreekrecht de nabestaanden toe. In beginsel alleen de echtgenoot of geregistreerd partner van het slachtoffer, maar indien deze daar geen gebruik van (kon) maken kwamen ook ouders en kinderen (vanaf twaalf jaar) van het slachtoffer in aanmerking. Als ook zij geen verklaring aflegden kwamen pas broers en zussen het spreekrecht toe. Het spreekrecht werd daarbij beperkt tot maar één spreekgerechtigde per strafzaak; per strafzaak kon dus of het slachtoffer of één nabestaande gebruikmaken van het spreekrecht.

### Wijzigingen sinds 1 januari 2011
Sinds 1 januari 2011 is het spreekrecht geregeld in artikel 51e van het Wetboek van Strafvordering. Op die datum werd Titel IIIA van het eerste boek van het Wetboek van Strafvordering vervangen, door een titel die een uitgebreide catalogus van rechten voor het slachtoffer bevatte. Inhoudelijk veranderde er niks aan de inhoud van het spreekrecht van het slachtoffer, het betrof slechts een hernummering. Op 1 september 2012 werd het spreekrecht op enkele punten fors aangepast, met name de kring van spreekgerechtigden werd uitgebreid en de mogelijkheid van vertegenwoordiging werd toegevoegd. Door deze wijziging konden spreekgerechtigden, die op de terechtzitting hun verklaring niet durfden of konden voorlezen, zich laten vertegenwoordigen door een raadsman. Bij de nabestaanden kregen kleinkinderen en grootouders ook een spreekrecht, evenals vierdegraadsfamilie. Het aantal spreekgerechtigden ter terechtzitting werd uitgebreid naar drie nabestaanden. Wel bleef de rangorde gehandhaafd, waarbij het spreekrecht in beginsel slechts het slachtoffer toekomt. Het spreekrecht van slachtoffers beneden de twaalf jaar kon uitgeoefend worden door hun wettelijk vertegenwoordigers, tenzij dit in strijd is met de belangen van de minderjarige. Tot slot werd het ook mogelijk gemaakt voor de partner en nabestaande om het spreekrecht uit te oefenen voor een spreekgerechtigde die dit recht zelf niet uit kon oefenen, bijvoorbeeld omdat deze in coma lag.
Per 1 juli 2016 zijn de rechten van spreekgerechtigden weer verder uitgebreid.